# Костюков В'ячеслав Петрович
В'ячеслав Петрович Костюков (5 червня 1941, м. Київ — 21 жовтня 2022, м. Тернопіль) — український фотохудожник. Член Національної спілки фотохудожників України, Міжнародного союзу літераторів і журналістів. Нагороди СРСР. Лауреат міжнародних, всесоюзних і всеукраїнських виставок.

## Життєпис
Працював учителем фізкультури, фотокором районних газет у містах Кременець (1962—1964) та Збараж (1967—1971).
Нині — у Тернополі: директор ТзОВ «Жіночий портрет», при якому діє музей історії фотографії (будинок побуту «Роксолана»).

## Виставки
Перша персональна фотовиставка була у Збаражі (1969), Фотовиставки
- «Моя любов — жінка» (міста Москва, Санкт-Петербург, Уфа, Томськ, Барнаул, Новосибірськ — РФ; Берестя, Вітебськ — Білорусь; Запоріжжя, Харків, Тернопіль),
- «Фотомодель Олеся та її мистецтво» (Львів, Тернопіль, Київ — приміщення ВР України; 45 фотографій та 17 малюнків фотомоделі Олесі Непийводи) та інших.